# Vinícius Faria
Vinícius Faria dos Santos (* 15. November 1999 in Ferraz de Vasconcelos), auch bekannt als Vinícius Faria, ist ein brasilianischer Fußballspieler.

## Karriere
Vinícius Faria erlernte das Fußballspielen in der Jugendmannschaft des CR Flamengo im brasilianischen Rio de Janeiro. Seinen ersten Vertrag unterschrieb er beim Nacional AC (SP) in São Paulo. Von Februar 2021 bis Mai 2021 wurde er an den Maringá FC nach Maringá ausgeliehen. Mit dem Verein spielte er zehnmal in der Staatsmeisterschaft von Paraná. Im August 2021 zog es ihn nach Japan. Hier schloss er sich dem Zweitligisten FC Ryūkyū an. Mit dem Verein, der in der Präfektur Okinawa beheimatet ist, spielte er viermal in der zweiten Liga. Am 17. August 2022 wurde er vom japanischen Viertligisten Suzuka Point Getters ausgeliehen. Siebenmal spielte er für den Verein aus Suzuka in der vierten Liga. Nach der Saison kehrte er im Dezember 2022 nach Brasilien zu Nacional zurück.